# Marca de Baden-Baden
A Marca de Baden-Baden ou, na sua forma portuguesa, de Bade-Bade (em alemão:  Markgrafschaft Baden-Baden) foi um Estado vassalo do Sacro Império Romano-Germânico, que existiu por desagregação da Marca de Baden.
É importante realçar a diferença entre a Marca de Baden-Baden e a sua capital, a cidade de Baden-Baden.

## História
A Marca d Baden-Baden, enquanto desagregação da Marca de Baden, existiu ao longo da história por três vezes:
- 1190-1335:  pela morte de Hermano IV, Baden foi dividido entre os dois filhos, ficando o mais velho Hermano V com Baden-Baden. Esta linha sucedeu-se até à sua extinção, em linha masculina, com a morte de Rodolfo Hesso de Baden-Baden, em 1335;

- 1348-1503:  pela morte de Rodolfo IV de Baden-Pforzheim, o seu território foi, de novo, dividido entre os dois filhos, ficando o mais velho Frederico III com Baden-Baden. Esta linha sucedeu-se até que, em 1503, o marquês Cristóvão I reuniu todo o Baden, dada a extinção de todas as outras linhas cadetes;

- 1533-1771:  em 1533, Baden foi, de novo, dividido entre os dois filhos de Cristóvão I: Bernardo III, o mais velho, fundou a Linha Bernardina (católica) e governou Baden-Baden. Ernesto, o mais novo, fundou a linha Ernestina (Luterana) e governou Baden-Durlach.

O território viria a unir-se em 1771 quando o último representante da linha Bernardina, Augusto Jorge de Baden-Baden, morreu sem descendência.

## Território
A Marca Baden-Baden compreendia vários territórios disseminados pelas duas margens do rio Reno.
Na margem direita, incluía:
- A marca propriamente dita e suas dependências, os mosteiros de Schwarzach, Lichtenthal e Herrenalb;
- o senhorio de Mahlberg ;
- o senhorio de Lahr (cedido ao Palatinado em 1629);
- o senhorio de Staufenberg ;
- o senhorio de Eberstein e as suas dependências, o mosteiro de Frauenalb e Muggensturm.

Na margem esquerda do Reno, detinha:
- o senhorio de Gräfenstein;
- no Ducado do Luxemburgo, detinha os senhorios de Rodemack, Useldange e Hesperange;
- e o Condado de Sponheim composto do condado ulterior, a leste, e do condado anterior, a oeste.

Entre 1556 e 1666, os senhorios de Rodemachern, Useldange e Hesperange formam a Marca de Baden-Rodemachern (desagregada de Baden-Baden).
Em 1707, o condado anterior de Sponheim é partilhado entre a regente Sibila de Saxe-Lauemburgo e o eleitor Palatino João Guilherme. Baden-Baden recebe os bailiados de Kirchberg, Koppenstein, Naumburg e Sprendlingen, bem como Sankt Johann, Dengen e Reckershausen.
Quanto ao condado ulterior de Sponheim, apenas em 1776 seria partilhado entre o marquês de Baden, Carlos Frederico, e o duque de Palatinado-Zweibrücken, Carlos II Augusto.

## Lista de Marqueses de Baden-Baden

### 1ª Criação (1190-1335)
- 1190-1243: Hermano V
- 1243-1250: Hermano VI
- 1250-1268: Frederico I
- 1250-1288: Rodolfo I
- 1288-1291: Hermano VII
- 1288-1295: Rodolfo II
- 1288-1297: Hesso
- 1288-1332: Rodolfo III
- 1297-1335: Rodolfo Hesso

### 2ª Criação (1348-1503)
- 1348-1353: Frederico III
- 1353-1372: Rodolfo VI
- 1372-1391: Rodolfo VII
- 1372-1431: Bernardo I
- 1431-1453: Jaime I
- 1453-1475: Carlos I
- 1453-1458: Bernardo II
- 1475-1503: Cristóvão I

### 3ª Criação (1533-1771)
- 1533-1536: Bernardo III
- 1536-1554: regência de Francisca do Luxemburgo
- 1554-1569: Felisberto
- 1569-1588: Filipe II
- 1588-1600: Eduardo Fortunato
- 1600-1677: Guilherme
- 1677-1707: Luís Guilherme
- 1707-1761: Luís Jorge
- 1761-1771: Augusto Jorge

Nota:  entre 1594 e 1622 Baden-Baden esteve sob ocupação de Baden-Durlach com o pretexto de que o casamento morganático de Eduardo Fortunato de Baden-Baden excluiria da sucessão a sua linha. No entanto, com a vitória católica na Batalha de Wimpfen, em 1622, Guilherme recuperou Baden-Baden.

## Brasão de armas

Brasão de Baden.

Brasão da linha de Baden-Baden (início séc. XV).

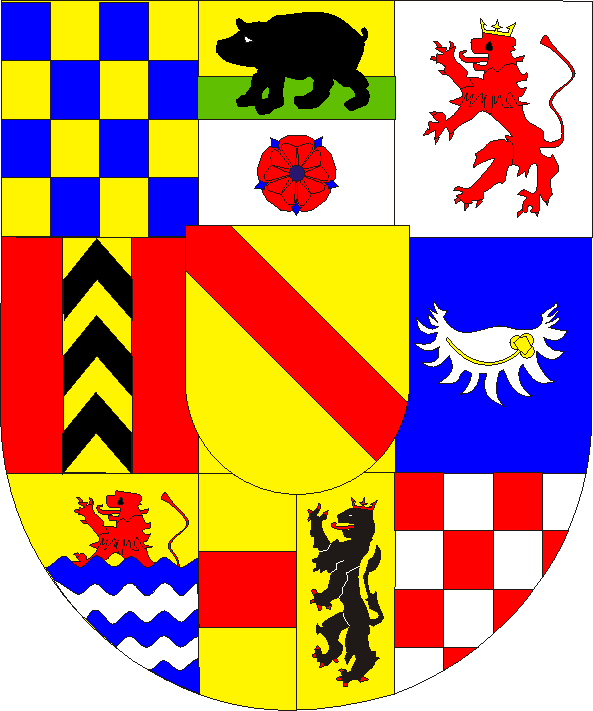
Brasão da Marca de Baden-Baden (1533-1771).

O brasão de armas sofreu alterações ao longo do tempo.
Inicialmente os marqueses de Baden-Baden utilizavam o tradicional escudo da Casa de Baden, cuja descrição heráldica é: "uma banda de gules em campo de ouro".
As diversas linhas da casa utilizavam o timbre para diferenciar cada uma delas: enquanto a linha principal utilizava como timbre os chifres de búfalo adornados com ramos de tília, as linhas secundárias usavam chifres de ibex.
É a partir do início do século XV que a linha principal de Baden-Baden começa a utilizar um brasão esquartelado, em que as armas de Baden (no I e no IV quartel), são combinadas com as do Condado de Sponheim (no II e no III quartel), dado os marqueses de  então serem descendentes de Matilde de Sponheim, herdeira do condado, que casara com o marquês Rodolfo VI de Baden-Baden.
Por fim, com a 3ª criação da Marca de Baden-Baden em 1533, o brasão usado passou a ser mais complexo, sendo um escudo partido de 2 e cortado de 3, que incluía as armas dos diversos territórios que constituíam a Marca: (1) o condado anterior de Sponheim; (2) o condado de Eberstein; (3) a Marca de Hachberg; (4) o senhorio de Badenweiler; sobre o todo: Baden; (6) o Landegraviato de Sausenberg; (7) o senhorio de Rötteln; (8a) o senhorio de Lahr; (8b) o senhorio de Mahlberg; e (9) o condado ulterior de Sponheim.

## Residência
Os marqueses residiam no castelo de Hohenbaden, em Baden-Baden e, a partir de 1705, mudaram-se para a sua nova residência barroca, o Palácio de Rastatt na cidade de Rastatt.

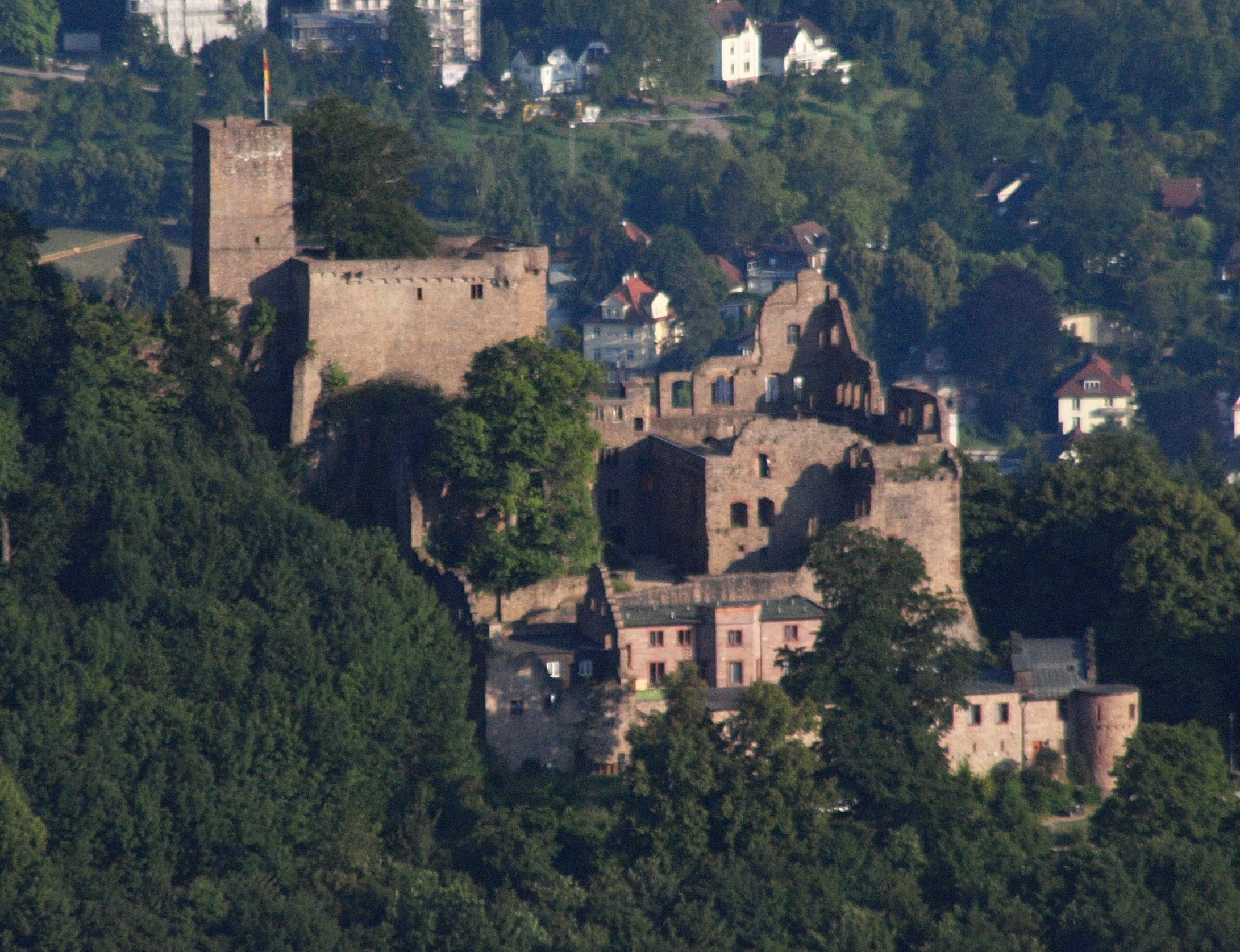
O castelo Hohenbaden, em Baden-Baden.
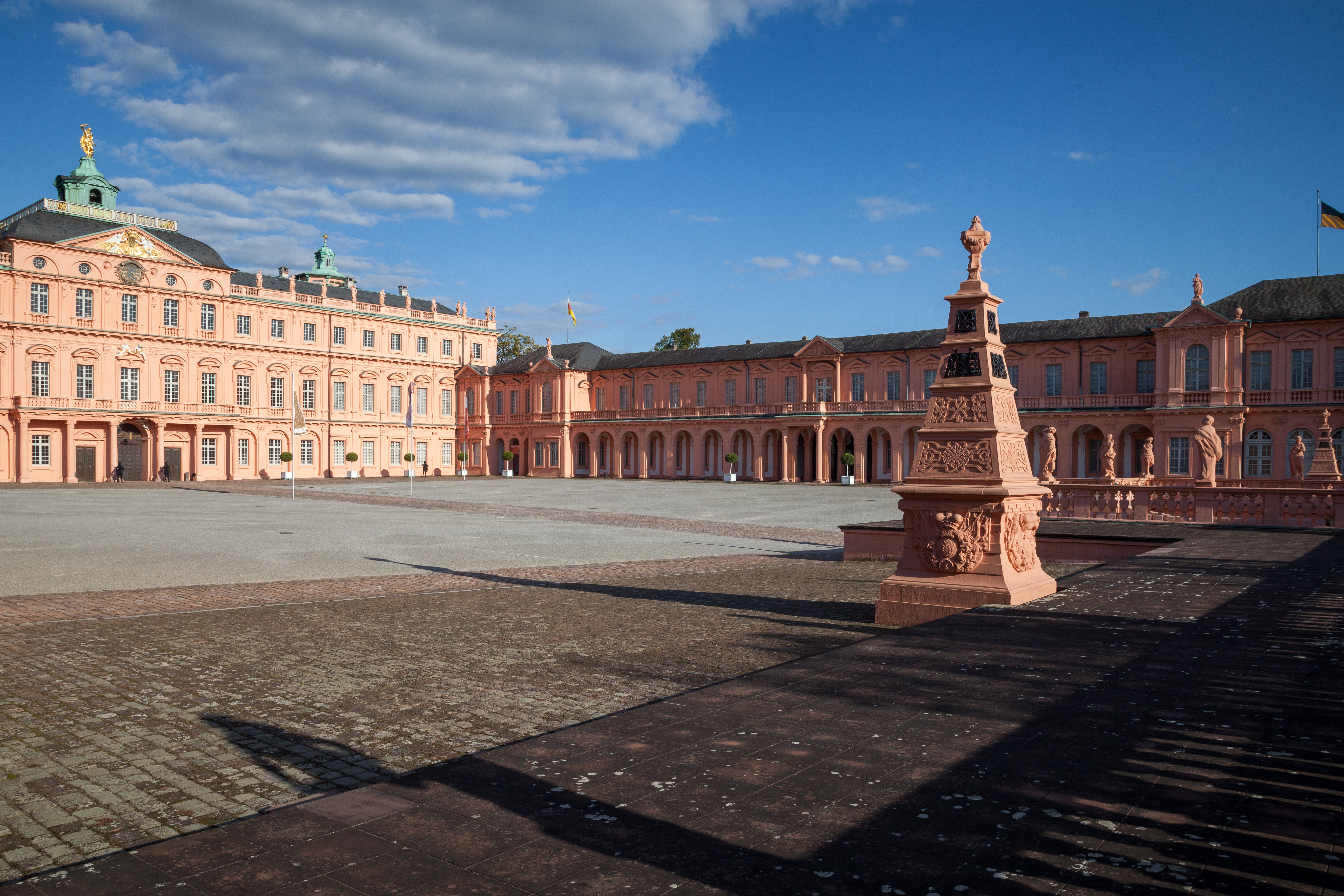
O Schloss de Rastatt.

## Mausoléu dos Marqueses

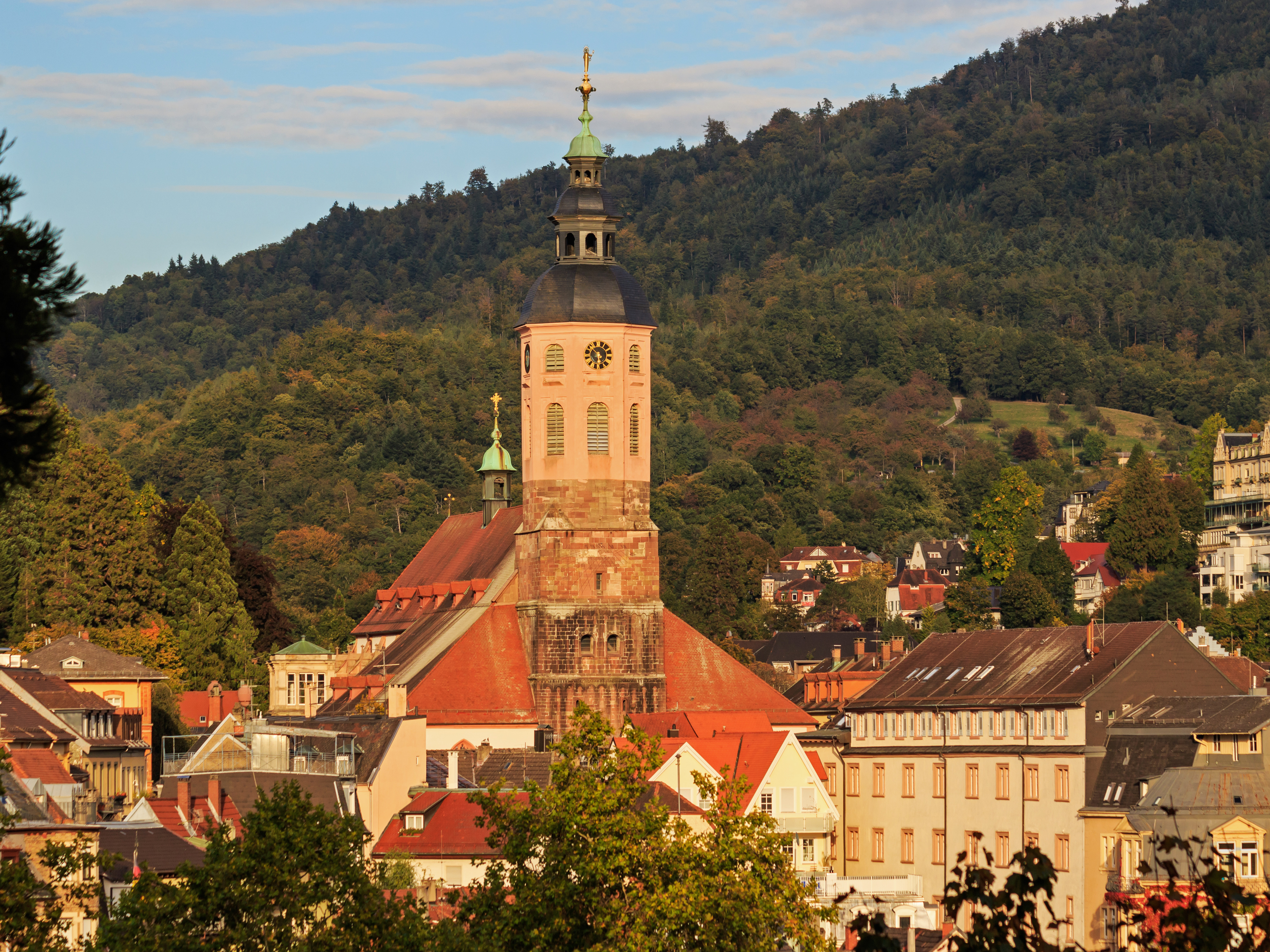
A igreja da Colegiada de Baden-Baden.

Os Marqueses de Baden-Badem foram tradicionalmente sepultados na igrega da Colegiada da cidade de Baden-Baden (em alemão:  Stiftskirche, Baden-Baden), templo que pode ser considerado o panteão da família.

## Referência
1. ↑  Fernandes, Ivo Xavier (1941). Topónimos e Gentílicos. I. Porto: Editora Educação Nacional, Lda.
2. ↑  em alemão os estados resultantes da subdivisão de um estado maior designam-se “Teilherzogtum”
3. ↑  atualmente na França
4. ↑  Burg Koppenstein é um castelo situado em Henau
5. ↑  Burg Naumburg é um castelo situado em Bärenbach (Kirn-Land).
6. ↑  no âmbito da Guerra dos Trinta anos
7. ↑  a de Baden-Hachberg e a de Hachberg-Sausenberg
8. ↑  Karl von Neuenstein: Das Wappen des Grossherzoglichen Hauses Baden in seiner geschichtlichen Entwicklung verbunden mit genealogischen Notizen, Karlsruhe, 1892, Pág. 70 Documento online

- Este artigo foi inicialmente traduzido, total ou parcialmente, do artigo da Wikipédia em francês cujo título é «Margraviat de Bade-Bade».